# Jacopo de'Barbari
Jacopo de' Barbari, conocido en Alemania como Jacob Welsh (Venecia, circa  1445/1470-Bruselas, 1515 o 1516), fue un pintor y grabador en cobre y madera italiano con un estilo muy personal. Se trasladó de Venecia a Alemania en 1500, convirtiéndose así en el primer artista renacentista italiano de cierta categoría que trabajó en Europa Septentrional. Los cuadros más antiguos que se conservan (alrededor de doce) incluyen el primer ejemplo conocido de trampantojo producido desde la Antigüedad. Sus 29 grabados en cobre y tres grandes xilografías fueron también muy influyentes.

## Vida
Se desconocen su lugar y fecha de nacimiento, pero fue descrito como veneciano por sus contemporáneos, incluyendo Alberto Durero («van Venedig geporn»), y como «viejo y débil» en 1511, así que se ha propuesto que nació entre 1450 y 1470. Dado que la primera fecha de este período daría a entender que no destacó hasta cumplir casi cincuenta años, la segunda fecha parece más probable. Hay también hipótesis de que fuera de origen alemán, pero ahora parece claro que era italiano; hay documentos supervivientes de él dirigidos a alemanes, donde escribe en italiano. Firmó la mayor parte de sus grabados con un caduceo, el signo de Mercurio, y su bodegón conservado en Múnich (a la derecha) tiene la inscripción "Jac.o de barbarj p 1504" en el pedazo de papel pintado. Probablemente Jacopo no formaba parte de la importante familia veneciana de los Bárbaro pues nunca fue incluido en la genealogía de esta familia.
Nada se sabe de sus primeras décadas de vida, aunque se ha sugerido que Alvise Vivarini fue su maestro. En sus primeras obras se notan las influencias de Giovanni Bellini; conoció a Alberto Durero en 1494-1496 en Venecia. En 1500 marchó a Alemania, y a partir de ahí su existencia está mejor documentada. Vivió sobre todo en Fráncfort del Meno y en Núremberg donde podría haber sido maestro de Hans von Kulmbach y se convirtió en pintor oficial de la corte del emperador Maximiliano I de Habsburgo de 1503 a 1504. Luego vivió en varios lugares al servicio de Federico el Sabio de Sajonia en 1503-1505, antes de trasladarse a la corte del elector Joaquín I de Brandemburgo durante aproximadamente los años 1506-1508. En Alemania fue conocido a menudo como Jacop Walch, probablemente de «Wälsch» lo que significa extranjero, un término que era especialmente usado para los italianos. 
Puede haber regresado a Venecia con Felipe el Hermoso de Borgoña, para quien más tarde trabajó en los Países Bajos. A partir de marzo de 1510, estaba trabajando para la gobernadora de los Países Bajos en Bruselas y Malinas, sucesora de Felipe, la archiduquesa Margarita. En enero de 1511 enfermó e hizo testamento, y en marzo la archiduquesa le dio una pensión vitalicia, debido a su edad y debilidad («debilitation et vieillesse»). Para el año 1516 ya había muerto, dejando a la archiduquesa en posesión de treinta y tres matrices de grabado. Puesto que muchas de sus láminas fueron probablemente grabadas por ambos lados, significa que algunos grabados pudieron no haber sobrevivido.

## Obra

### Plano de Venecia y otras xilografías

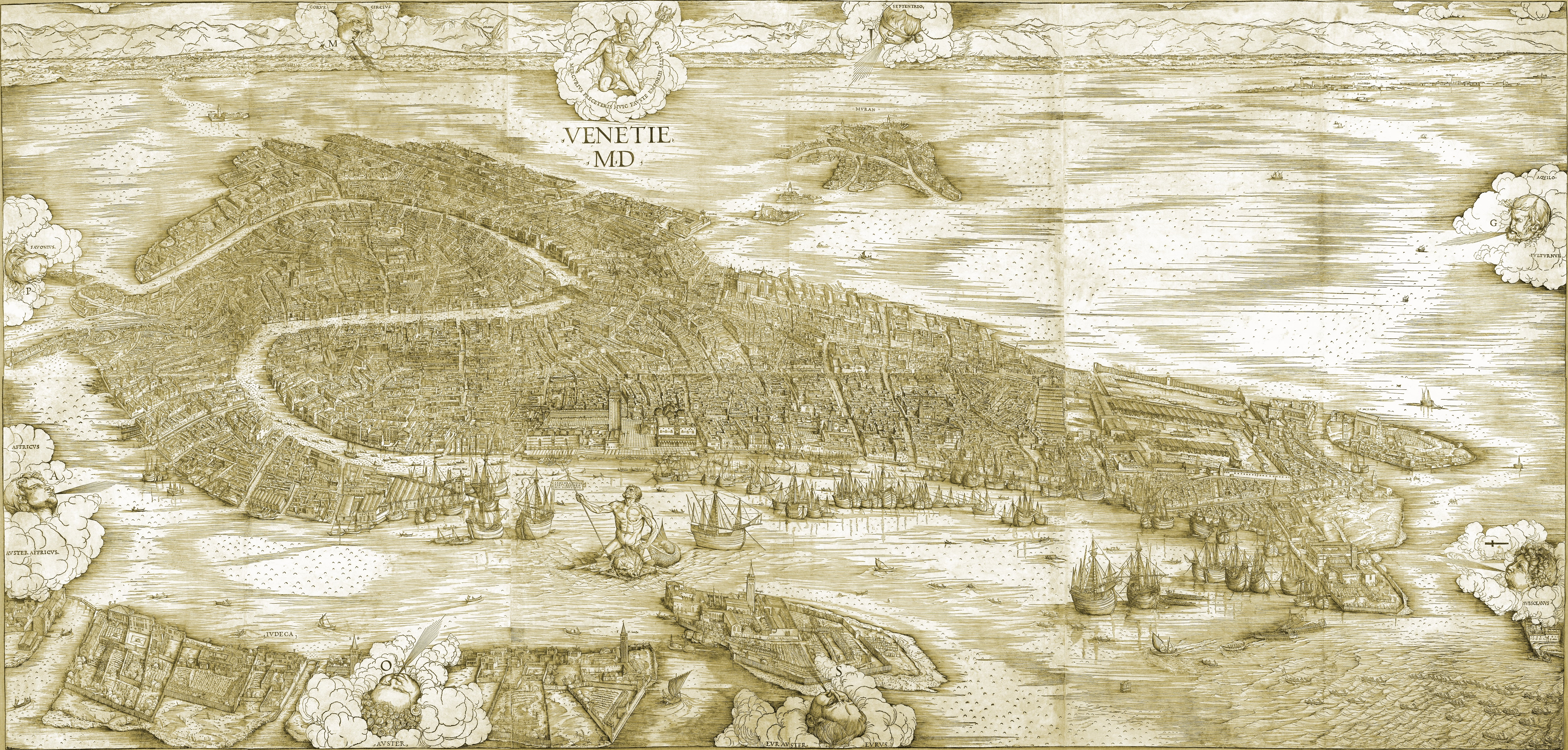
La enorme xilografía Vista de Venecia de Jacopo de' Barbari, 1500, fue considerada la obra definitiva que representa la ciudad durante gran parte del siglo.

Es notabilísima su vista a «vuelo de pájaro» de la ciudad de Venecia, gran obra xilográfica en seis folios publicada en 1500. Es su obra documentada más antigua. Es muy grande tratándose de un grabado: 1,315 x 2,818 metros, divididos en seis bloques. Se trata de una xilografía impresionante, para la que se dio privilegio a su editor en 1500, documentando que la obra le había llevado tres años. Aunque claramente se basó en la obra de muchos investigadores, fue a pesar de todo un logro espectacular y causó un notable revuelo desde el principio. Más tarde el molde fue actualizado, en un segundo estado, por otros grabadores para reflejar los principales proyectos de nuevos edificios. 
Además del Plano de Venecia, De' Barbari produjo otras xilografías, tanto de hombres como de sátiros. Eran los más grandes e impresionantes hasta entonces, y establecieron la tradición italiana de grandes y bellos grabados de las décadas siguientes. Puede que se produjeran antes del año 1500; estaban claramente influidos por Andrea Mantegna.

### Contactos con Durero
Para la época en que publicó el Mapa de Venecia, De' Barbari ya había marchado a Alemania, donde se encontró con Durero, a quien pudo haber conocido ya en el primer viaje italiano de Durero (un pasaje en una carta de Durero es ambiguo). Hablaron de la proporción humana, que obviamente no era uno de los puntos fuertes de Barbari, pero Durero estaba evidentemente fascinado por lo que él tenía que decir, aunque documentó que de'Barbari no le había dicho todo lo que sabía:

...No he encontrado a nadie que haya escrito sobre cómo hacer un canon de proporciones humanas salvo un hombre llamado Jacob, nacido en Venecia y un pintor encantador. Me mostró un hombre y una mujer que él había hecho según una medida, de manera que yo ahora vería lo que quería decir más que contemplar un nuevo reino... Jacobus no me quería enseñar sus principios claramente, eso lo vi claro.
De un esbozo inédito de la Introducción del propio libro de Durero sobre las proporciones humanas

Veinte años después Durero intentó sin éxito reunirse con la archiduquesa Margarita, regente Habsburgo de los Países Bajos, porque estaba interesado en un libro manuscrito que ella tenía sobre el tema, escrito por De'Barbari, quien para entonces había muerto; el libro no ha sobrevivido.

### Datación de sus obras

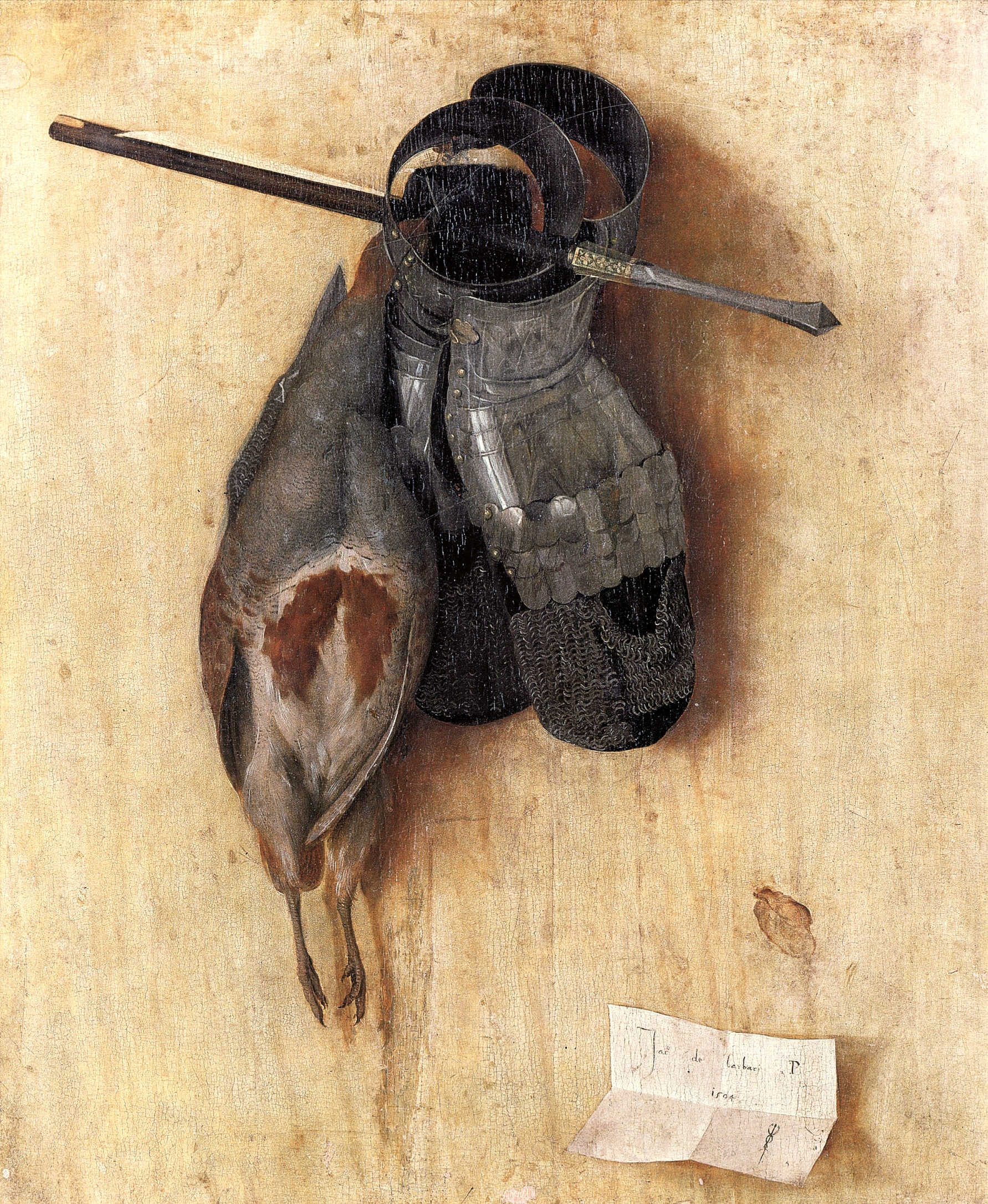
Perdiz y armas sobre tabla (1504), óleo sobre tabla, 52 x 42,5 cm, Alte Pinakothek, Múnich.

De'Barbari pasó un año en Núremberg, ciudad donde vivía Durero, en 1500-1501, y ambos se influyeron mutuamente durante una serie de años. Ninguno de sus grabados está fechado, de manera que parte de su datación es aproximada y depende de parecidos con grabados de Durero que sí están fechados. Esto complica la cuestión de quién influyó a quién. Cinco de sus grabados estaban en un álbum del humanista Hartmann Schedel, que fue encuadernado en diciembre de 1504, lo que proporciona una fecha tope para su datación. De'Barbari probablemente había realizado algunos grabados antes de abandonar Italia, pero sus mejores grabados (y quizás todos ellos) se hicieron probablemente después de su traslado a Alemania en 1500.  
Algunas de sus pinturas están datadas como de: 1500, 1503, 1504, 1508. Documentos relativos a su empleo con Maximiliano sugieren que su obra incluiría manuscritos iluminados, pero ninguna obra en este medio ha sido atribuida claramente a él. Su único dibujo generalmente aceptado es una Cleopatra en el Museo Británico, hecha aparentemente como un estudio para un grabado que no ha sobrevivido.

### Grabados
Su estilo está relacionado con su posible maestro, Alvise Vivarini, y con Giovanni Bellini, pero tiene una cualidad lánguida que es personal. Aparte de Durero, la influencia de la técnica de Mantegna también aparece en lo que son probablemente sus grabados más antiguos, hechos en torno al cambio de siglo, con sombras trabajadas mediante rayas en paralelo. Sus grabados son mayormente pequeños, mostrando pocas figuras. Sátiros truculentos aparecen en varias láminas; hay un número de temas mitológicos, incluyendo dos Sacrificios a Príapo.
Las láminas más antiguas muestran figuras con «pequeñas cabezas y cuerpos algo sin forma, con hombros caídos y torsos anchos apoyados en piernas flacas» — rasgos también vistos en sus pinturas. Probablemente de un período intermedio proceden varios desnudos, siendo el más famoso Apolo y Diana, San Sebastián y los Tres cautivos atados. En estos su habilidad para organizar toda la composición ha mejorado grandemente.
En un grupo final de obras, el estilo se hace más italiano, y las composiciones más complejas. Tienen una atmósfera enigmática y evocadora y una técnica muy refinada. El experto Levenson ha propuesto que datan de su período en los Países Bajos y fueron influidos por el joven Lucas van Leyden.

### Cuadros

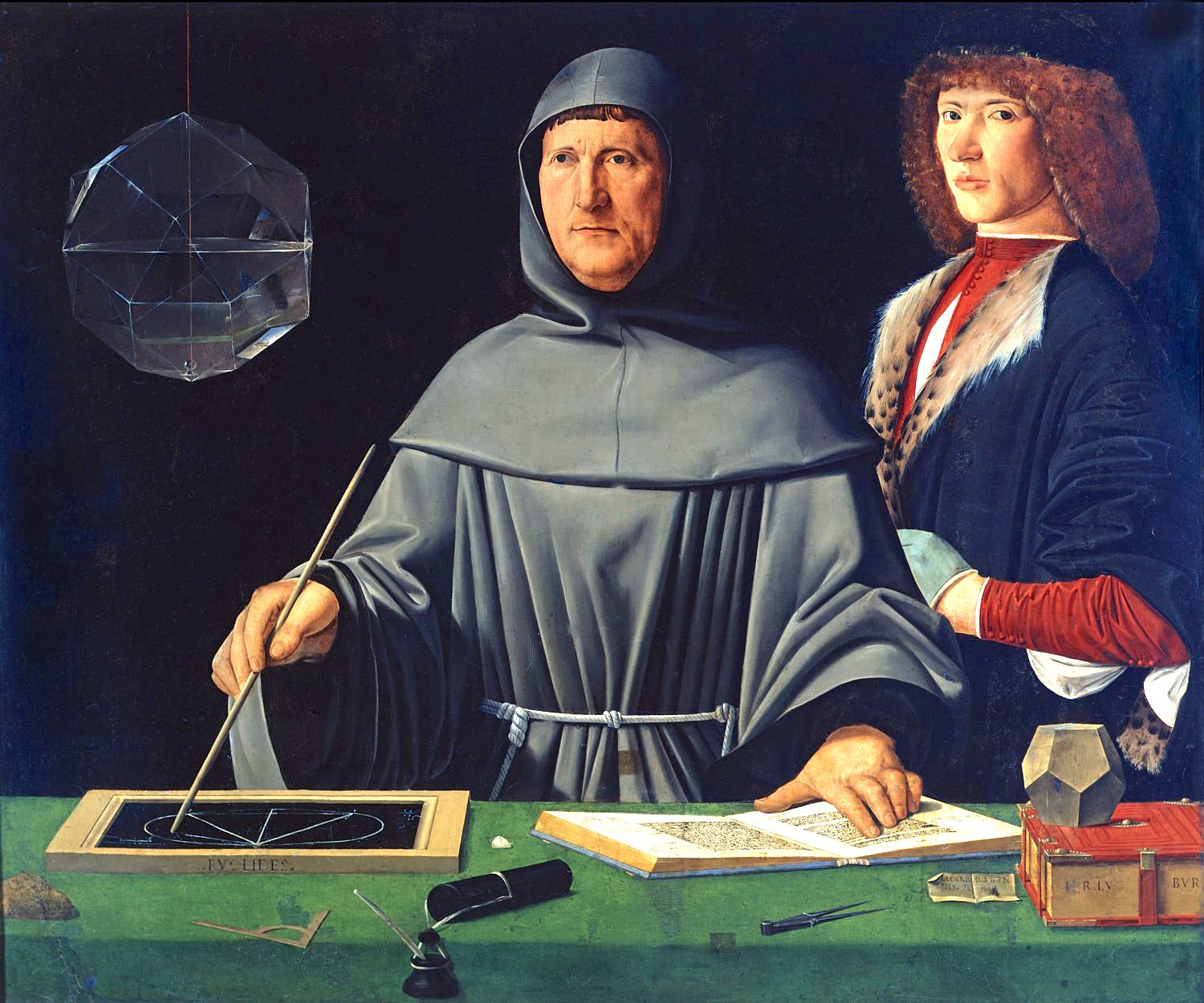
Retrato de Luca Pacioli, atribuido a Jacopo de'Barbari, 1495 (atribución controvertida). La mesa está llena de herramientas geométricas: pizarra, tiza, brújula, un modelo de dodecaedro. Un rombicuboctaedro medio lleno de agua está suspendido del techo. Pacioli está demostrando un teorema de Euclides.

Sus cuadros son en su mayor parte retratos de grupos de medio cuerpo de figuras religiosas. Pintó un vivaz Gavilán (National Gallery de Londres), que es probablemente un fragmento de una obra más grande. El bodegón Perdiz, guanteletes y un virote de ballesta de la Alte Pinakothek (Múnich) bien pudo haber sido la cubierta o el reverso de un retrato. Es a menudo considerado el primer trampantojo a pequeña escala desde la antigüedad, si bien un panel fragmentario pintado por otro veneciano, Vittore Carpaccio alrededor de 1490, tiene en su reverso un archivador de cartas representado de igual forma.
En cuanto a otras pinturas de Jacopo de' Barbari, la Gemäldegalerie de Berlín posee un Retrato de un hombre alemán y un tema religioso; el Louvre tiene un Grupo religioso, y el museo Filadelfia un par de figuras.
Se considera a Jacopo de' Barbari el autor del célebre retrato de Luca Pacioli. Es una obra famosa, pero de autoría discutida. Es el Retrato de Fra Luca Pacioli y su estudiante (¿Guidobaldo da Montefeltro, duque de Urbino?) que se encuentra en el Museo de Capodimonte en Nápoles. Muestra al matemático franciscano experto en perspectiva demostrando geometría en una mesa en la que está su propia Summa y una obra de Euclides. Su alumno, exquisitamente vestido, ignora esto y mira al espectador. La obra está firmada «IACO. BAR VIGEN/NIS 1495».